# Leçons de ténèbres
Leçons de ténèbres (doslova temné lekce; někdy psáno Leçons des ténèbres) je žánr francouzské barokní hudby, který se vyvinul z polyfonních lamentací pro modlitbu temných hodinek renesančních skladatelů, jako byli Sermisy, Gesualdo, Brumel, Tallis a Tomás Luis de Victoria, do virtuózní sólové komorní hudby.
V původních francouzských zdrojích je Leçons de ténèbres běžnější; hláskování Leçons des ténèbres je v pozdějších zdrojích stále častější, ale moderní zdroje více používají de, jak je vidět v Les office de Ténèbres en France, 1650–1790 (2005) od Sébastiena Gaudeluse. Psaní velkých písmen ve slově ténèbres není ustáleno.
Temné hodinky využívají text lamentací proroka Jeremiáše, původně oplakávajícího obléhání Jeruzaléma (587 př. n. l.) a následné zpustošení města, ale alegoricky aplikovaného na tři dny smutku pro Ježíše Krista mezi jeho ukřižováním a zmrtvýchvstáním.

## Struktura
Kontext francouzských Leçons de ténèbres však často představoval soukromé provedení. Delalandova patnáctiletá dcera zpívala pro Ludvíka XIV. nejprve v jeho obývacích pokojích a poté v kapli, čímž se stala slavnou po celé Paříži. Philidorův katalog uvádí, že Delalandovy tři dochované virtuózní sólové Leçons de ténèbres byly složeny právě pro soukromé příležitosti.
Kompletní cyklus Leçons de ténèbres pro tři dny Svatého týdne (Zelený čtvrtek, Velký pátek, Bílá sobota; hrané z praktických důvodů v předvečer každého zmíněného dne po modlitbě nešpor, čili ve středu, čtvrtek a pátek) by zahrnovala devět leçons, přičemž každá z nich vyžadovala zasazení specifických textů z Lamentací, ačkoli konvence pro přesné zasazení textů se mírně lišily od renesance po baroko a podle místních zvyklostí. 
Následující schéma představuje typické francouzské barokní schéma stanovené Marcem-Antoinem Charpentierem, které navazuje na řád Římského breviáře sv. Pia V., jak byl vyhlášen po Tridentském koncilu v roce 1568.
Středa
- Première leçon pour le mercredi Saint – 1:1–5
- Deuxième leçon pour le mercredi Saint – 1:6–9
- Troisième leçon pour le mercredi Saint – 1:10–14

Čtvrtek
- Première leçon pour le jeudi Saint – 2:8–11
- Deuxième leçon pour le jeudi Saint – 2:12–15
- Troisième leçon pour le jeudi Saint – 3:1–9

Pátek
- Première leçon pour le vendredi Saint – 3:22–30
- Deuxième leçon pour le vendredi Saint – 4:1–6
- Troisième leçon pour le vendredi Saint – 5:1–11